# Șomcuta Mare
Șomcuta Mare [ʃomˈkuta mare] (deutsch Großhorn, ungarisch Nagysomkút) ist eine Kleinstadt im Kreis Maramureș in Rumänien.

## Lage
Șomcuta Mare liegt in der Region Sathmar im Tal des Flusses Bârsău, eines rechten Nebenflusses des Someș. Die Kreishauptstadt Baia Mare befindet sich etwa 20 km nördlich.

## Geschichte
1358 wurde der Ort – der damals zum Königreich Ungarn gehörte – erstmals erwähnt. Er gehörte zunächst zur Herrschaft der Burg Kővár (rumänisch Chioar) in Berkeszpataka (rumänisch Berchezoaia). 1566 wurde die Herrschaft Kővár geteilt; Șomcuta Mare wurde Vorort einer Adelsherrschaft, zu der 14 Dörfer gehörten. Am Ende des 17. Jahrhunderts gelangte der Ort an Österreich-Ungarn. Die Bedeutung von Șomcuta Mare wuchs nach der Zerstörung der Burg Kővár 1718 infolge des Kuruzenkrieges. Bereits 1784 soll eine rumänische Schule gegründet worden sein. Ende des 19. Jahrhunderts durften Wochenmärkte abgehalten werden; es eröffneten einige Banken. Șomcuta Mare wurde Sitz eines Stuhlbezirkes im ungarischen Komitat Sathmar. Nach Ende des Ersten Weltkrieges kam der Ort an Rumänien; in bescheidenem Umfang siedelten sich Industriebetriebe an.
2004 wurde Șomcuta Mare zur Stadt erklärt. Heute sind Land- und Forstwirtschaft sowie die Marmorverarbeitung die wichtigsten Wirtschaftszweige.

## Bevölkerung
1850 lebten auf dem Gebiet der heutigen Stadt 4420 Menschen, davon 941 in Șomcuta Mare und 3479 in den heute eingemeindeten Orten. 4103 hiervon bezeichneten sich als Rumänen, 180 als Juden, 80 als Roma und 57 als Ungarn. Im Jahr 1920 betrug der Anteil der Juden etwa 13 %. 1977 wurde mit 8502 die maximale Bevölkerungszahl festgestellt. Bei der Volkszählung 2002 wurden 7708 Einwohner registriert, davon 3693 in Șomcuta Mare und 4015 in den eingemeindeten Dörfern. 6810 waren Rumänen, 722 Roma und 167 Ungarn.

## Verkehr
Șomcuta Mare hat heutzutage keinen Eisenbahnanschluss mehr. Die Schmalspurbahn Richtung Ardusat wurde zu Beginn der 1970er Jahre eingestellt. Es bestehen regelmäßige Busverbindungen nach Baia Mare.

## Sehenswürdigkeiten
- Römisch-katholische Kirche (1896). Altarbild von Miklós Barabás.
- Holzkirchen in den Ortsteilen Vălenii Șomcutei (17. Jahrhundert), Buteasa (1800) und Codru Butesii (19. Jahrhundert)
- Park (Mitte des 19. Jahrhunderts)
- Naturreservat Pădurea Fersig
- Höhle bei Vălenii Șomcutei

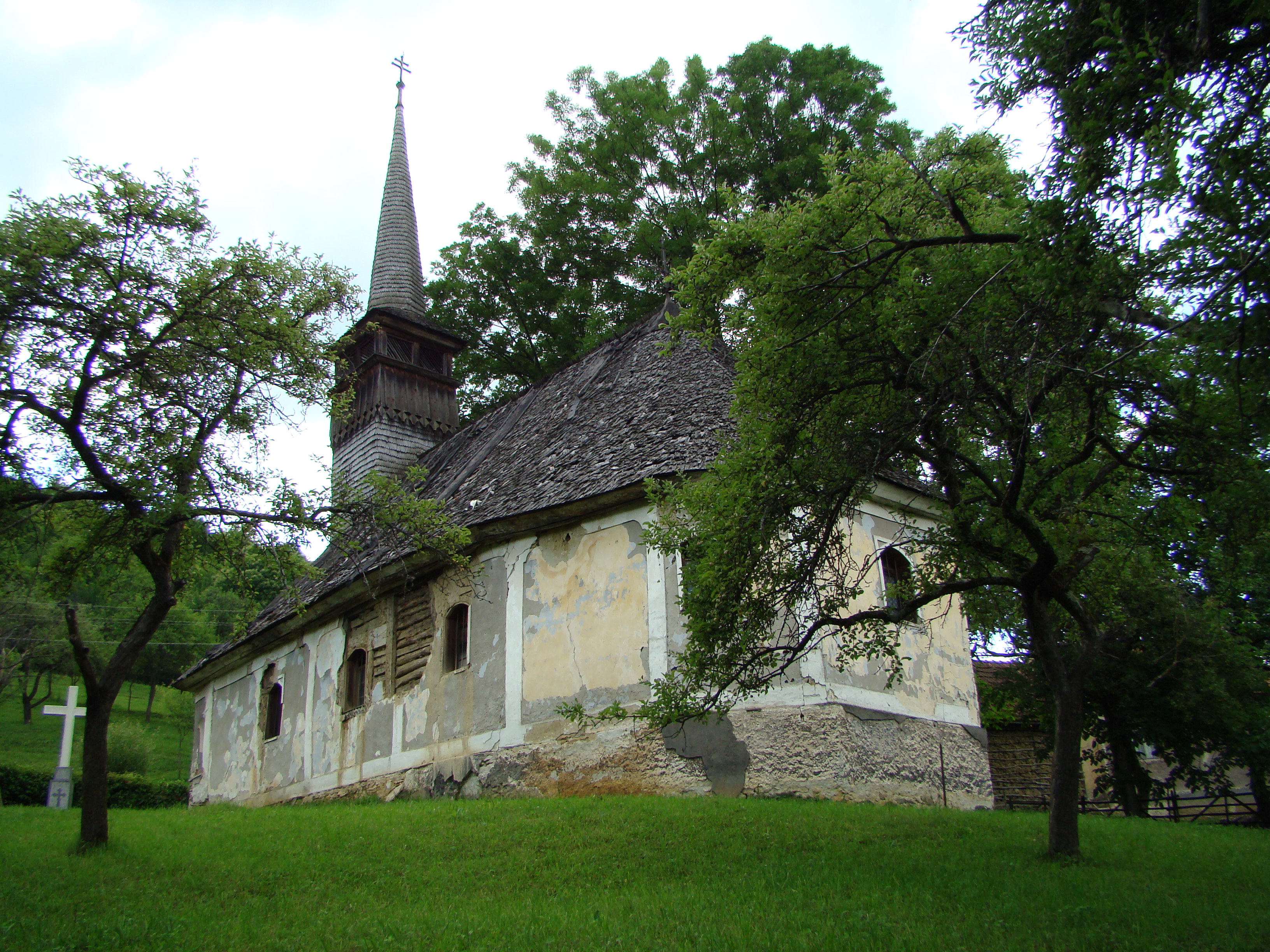
Holzkirche in Buteasa
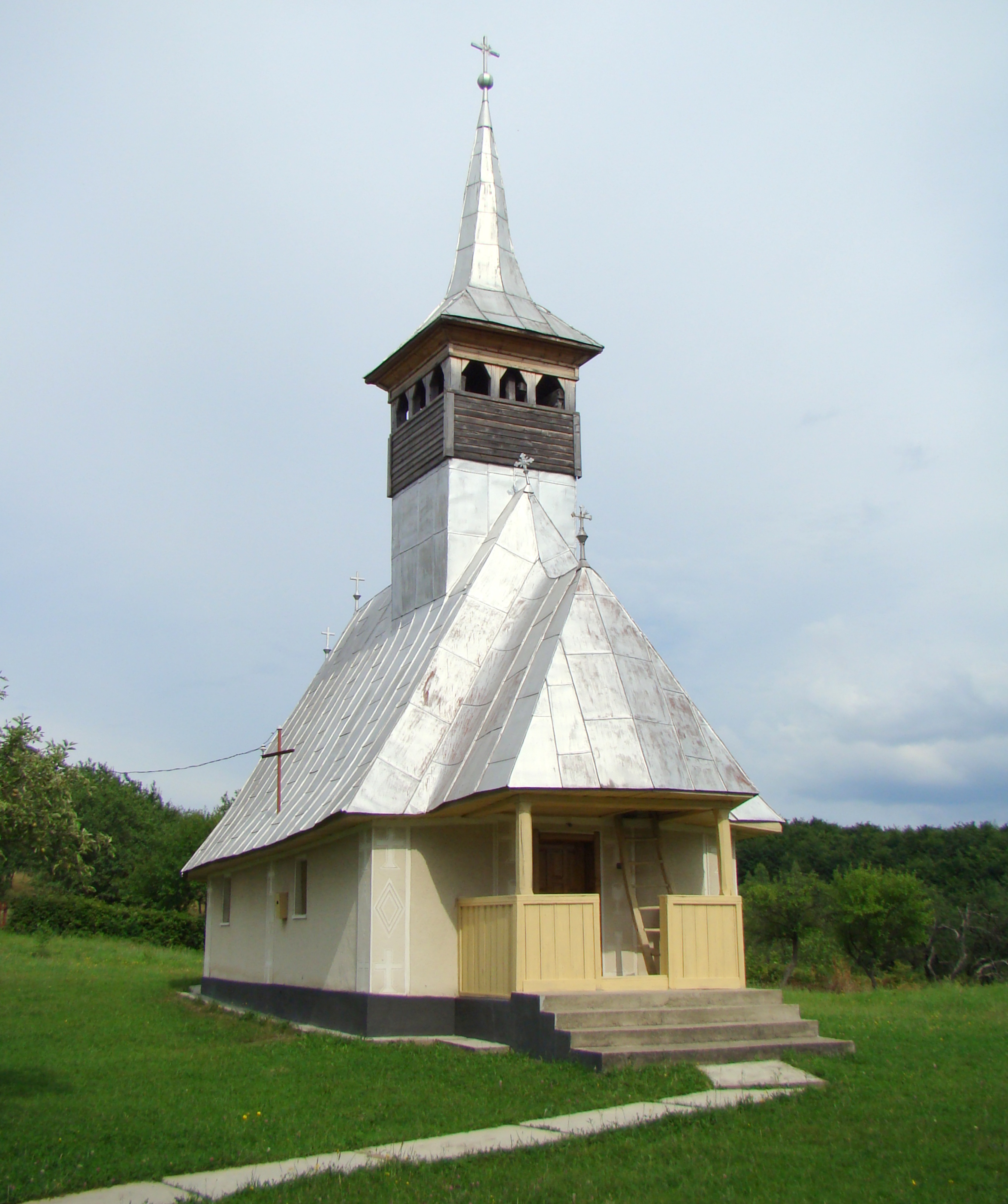
Holzkirche in Codru Butesii
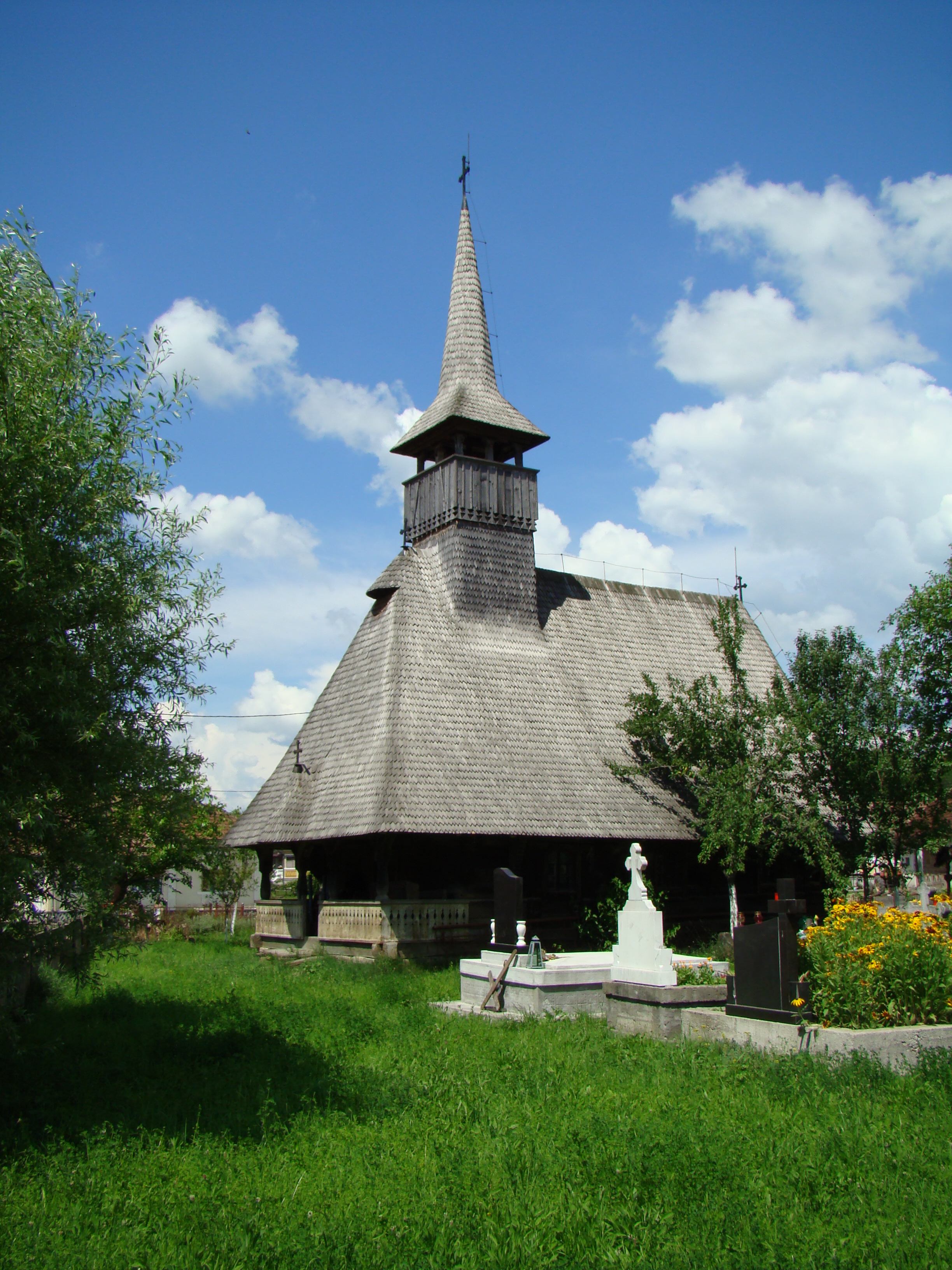
Holzkirche in Vălenii Șomcutei

## Persönlichkeiten
- László Bíró de Kezdi-Polany (1806–1872), römisch-katholischer Geistlicher, Bischof von Satu Mare
- Benjamin Ferencz (1920–2023), Jurist und Chefankläger im Einsatzgruppen-Prozess